# Trachyaretaon
Trachyaretaon is een geslacht van Phasmatodea uit de familie Heteropterygidae. De wetenschappelijke naam van dit geslacht is voor het eerst geldig gepubliceerd in 1939 door Rehn & Rehn.

## Soorten
Het geslacht Trachyaretaon omvat de volgende soorten:
- Trachyaretaon brueckneri Hennemann & Conle, 2006
- Trachyaretaon carmelae Lit & Eusebio, 2005
- Trachyaretaon echinatus (Stål, 1877)
- Trachyaretaon gatla Zompro, 2004
- Trachyaretaon manobo Lit & Eusebio, 2005